# Riorița Patereu
Riorița Patereu (n. 23 octombrie 1962) este o politiciană moldoveană, aleasă deputat în Parlamentul Republicii Moldova în Legislatura 2001-2005 pe listele partidului PPCD.
În perioada 23 aprilie 2001 - 31 decembrie 2005, a fost membru supleant în delegația Republicii Moldova la Adunarea Parlamentară a Consiliului Europei. Vorbește limba engleză.